# Requin dormeur du Pacifique
Somniosus pacificus
Pour les articles homonymes, voir Requin dormeur.
Espèce
Statut de conservation UICN

NT : Quasi menacé
Répartition géographique

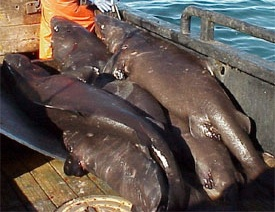
Cadavres de requins dormeurs du Pacifique

Le requin dormeur du Pacifique (Somniosus pacificus) est un requin dormeur de la famille des Somniosidés, que l'on trouve dans le Pacifique Nord sur les plateaux continentaux et les pentes des eaux arctiques et tempérées entre les latitudes 70°N et 22°N, et dans au moins deux endroits dans le Pacifique tropical occidental près de Palau et des îles Salomon, de la surface jusqu'à 2 000 mètres de profondeur,. Les premières preuves de la présence des requins dans le Pacifique tropical occidental sont apparues dans une vidéo de National Geographic prise près des îles Salomon en 2015. Sa longueur peut atteindre 4,4 mètres, bien qu'elle puisse potentiellement dépasser les 7 mètres.

## Taxonomie
Le requin dormeur du Pacifique fait partie de l'Ordre des Squaliformes, un groupe taxonomique diversifié comprenant les requins à ronces (Echinorhinidae), les requins lanterne (Etmopteridae), les requins rugueux (Oxynotidae), les requins voilier (Dalatiidae), les requins serpent (Centrophoridae), les requins dormeurs (Somniosidae) et les requins aiguillat (Squalidae). Les requins de cet ordre se caractérisent par la présence de deux nageoires dorsales (avec ou sans épines de nageoire), de spiracles, l'absence de nageoire anale ou de membrane nictitante, et de cinq paires de fentes branchiales. Le requin dormeur du Pacifique est un requin de grande taille avec une coloration dorsale allant du gris au brun ou au noir et une coloration ventrale légèrement plus claire. Cette espèce, fréquemment décrite à l'aide d'adjectifs tels que "mou" et "lent" dans la littérature, possède de petits yeux, une petite bouche et de petites dents par rapport à sa taille, et une large queue hétérocerque (avec 2 lobes inégaux),
Les requins dormeurs du Pacifique font partie du genre Somniosus (Famille Somniosidae), trouvés dans le monde entier, des eaux polaires peu profondes aux abysses à des latitudes tempérées et tropicales,. Les classifications systématiques au sein de ce genre ont varié au fil du temps, en grande partie en raison de la rareté des rencontres dans de nombreuses régions et des similarités d'apparence entre les espèces de Somniosus. Ce genre comprend cinq espèces dans deux sous-genres : le sous-genre Somniosus contenant trois espèces de grande taille (requin du Groenland S. microcephalus, requin dormeur du Pacifique S. pacificus et requin dormeur austral Somniosus antarcticus), et le sous-genre Rhinoscymnus contenant deux espèces de petite taille (requin grenouille Somniosus longus et petit requin dormeur Somniosus rostratus) (3). Les deux sous-genres diffèrent par leur taille adulte mais également par le niveau de calcification de leur colonne vertébrale, la valve spirale et le nombre de vertèbres, la forme des dents et le nombre de rangées de dents, et la forme des denticules dermiques.
Les caractéristiques morphologiques, y compris la hauteur et la position de la nageoire dorsale, le nombre de valves spirales et de vertèbres, et la distance de l'extrémité du museau à la première fente branchiale, peuvent généralement être utilisées pour distinguer les trois espèces de grande taille de Somniosus. Chacune des espèces est largement confinée à des régions géographiques spécifiques, S. microcephalus occupant les océans Atlantique Nord et Arctique, S. pacificus occupant les océans Pacifique Nord et Arctique, et S. antarcticus occupant l'hémisphère Sud, malgré certaines similitudes dans les caractéristiques morphologiques mesurées.
Néanmoins, les analyses génétiques remettent en question les classifications des espèces au sein du sous-genre Somniosus, basées sur la morphologie et la géographie. La comparaison des marqueurs d'ADN nucléaire et mitochondrial apporte un soutien solide à l'idée de considérer S. microcephalus et S. pacificus comme des espèces sœurs distinctes mais étroitement liées. Cependant, des preuves génétiques soutiennent une hybridation possible entre S. pacificus et S. microcephalus dans l'Arctique canadien où leurs aires de répartition peuvent se chevaucher. Plus frappant encore, plusieurs chercheurs ont conclu qu'il n'y avait pas suffisamment de variation génétique dans l'ADN mitochondrial ou nucléaire pour distinguer S. pacificus de S. antarcticus, suggérant que malgré les différences morphométriques, elles constituent une seule espèce se répartissant dans tout l'océan Pacifique, justifiant une révision du taxon. Il existe également actuellement peu de preuves pour étayer l'existence de sous-populations de S. pacificus.

## Répartition géographique

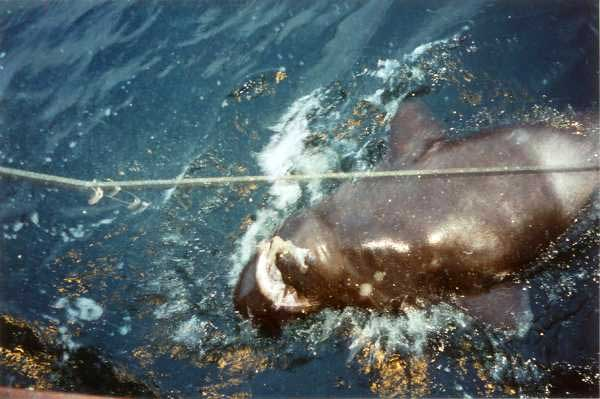
Requin dormeur du Pacifique (Somniosus pacificus) capturé au large de l’Alaska.

Le requin dormeur du Pacifique (Somniosus pacificus) occupe une vaste zone géographique s'étendant des eaux polaires peu profondes aux profondeurs abyssales des latitudes tempérées et tropicales. On le trouve principalement sur les plateaux continentaux et les pentes continentales de l'océan Pacifique Nord, entre les latitudes 70°N et 22°N. Ses habitats incluent également des zones spécifiques dans les eaux tropicales occidentales près de Palau et des îles Salomon, où il peut être trouvé depuis la surface jusqu'à 2 000 mètres de profondeur. La répartition géographique du requin dormeur du Pacifique est complexe, avec des variations de densité et des préférences environnementales observées en fonction des régions et des profondeurs spécifiques.
Dans la mer de Béring occidentale, dans les années 1990, le requin dormeur du Pacifique a été capturé de 168°E (baie d'Olyutorsky) à 178°O. Dans les eaux du Pacifique au large des îles Kouriles du nord et du sud-est du Kamtchatka, le requin dormeur du Pacifique est moins abondant. Ces captures ont été réalisées dans une plage de profondeur de 178 à 675 m (moyenne 457 m) dans la mer de Béring occidentale, et de 85 à 717 m (moyenne 451 m) au large des Kouriles et du Kamtchatka. Dans ces deux zones, Somniosus pacificus a été le plus souvent observé entre 400 et 450 m et entre 600 et 700 m. Au large des Kouriles et de Kamchatka, l’espèce a été capturée le plus souvent entre 250 et 300 m et entre 450-500 m
La distribution verticale du requin dormeur du Pacifique subit de légères variations saisonnières. Par exemple, la profondeur moyenne des captures au large des Kouriles et du Kamtchatka était de 392,7 m au printemps, 543,4 m en été, 447,5 m en automne et 328,9 m en hiver. Les variations saisonnières de la distribution de requin dans la mer de Bering occidentale ne sont pas prononcées.

## Comportement

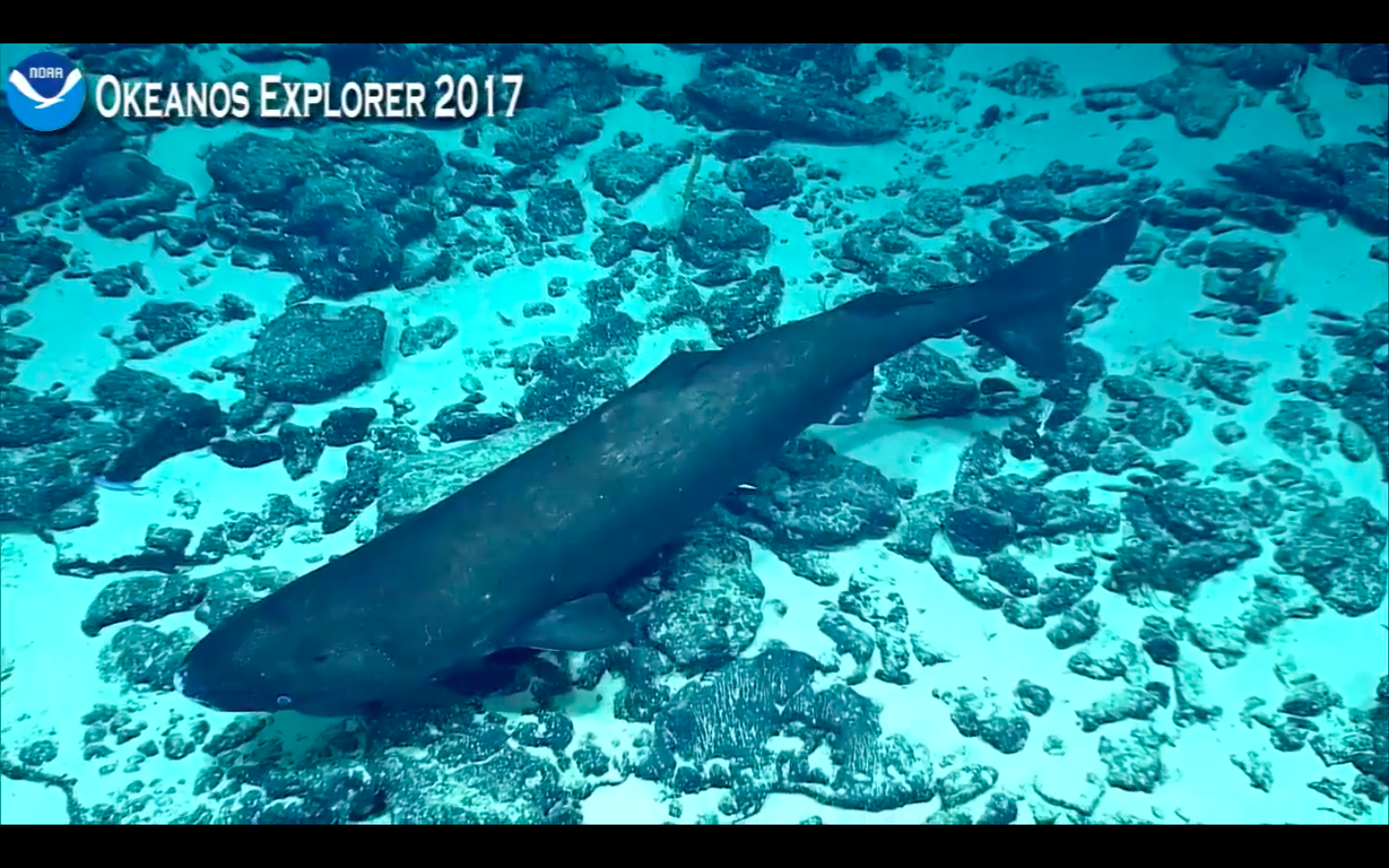
Requin dormeur du Pacifique aperçu durant l’expédition CAPSTONE de la NOAA en 2017

Les requins dormeurs du Pacifique sont souvent considérés comme lents et léthargiques. Leur nom de genre, Somniosus, décrit bien leur comportement lors de leur capture. Il est souvent difficile de dire s'ils sont vivants ou morts, car la plupart des individus bougent peu sur les palangres en surface ou une fois sur le pont. Bien qu'ils soient capables de capturer des proies rapides, ils sont parmi les nageurs les plus lents des poissons et se fient probablement à la puissance de l'embuscade pour capturer leur proie.
Leur cycle de vie est mal connu en raison d'un éventuel déséquilibre entre d’une part leur distribution ou la facilité à les capturer lors de certaines étapes de leur vie et d’autre part les données des pêches et des enquêtes. Ils ont été observés dans des habitats profonds par des sous-marins et des caméras à distance, et bien que les juvéniles soient généralement capturés dans les eaux profondes du plateau continental et du talus, ils ont également été capturés dans des chaluts pélagiques au-dessus d'eaux très profondes. Les requins dormeurs du Pacifique sont capables de faire des mouvements horizontaux sur de longues distances, mais en général, ils semblent rester relativement localisés.

## Régime alimentaire
Comme son nom l'indique, le requin dormeur est un prédateur lent et méthodique, qui se déplace avec une lenteur impressionnante à travers les profondeurs océaniques à la recherche de proies potentielles. Considéré à la fois comme un prédateur et un charognard, il peut glisser à travers l'eau avec peu de mouvement corporel et peu de bruit hydrodynamique, ce qui en fait un prédateur furtif réussi. Il se nourrit par succion et coupe de sa proie. Il a une grande gueule qui peut littéralement inhaler sa proie et ses dents découpent les morceaux trop gros à avaler. Il montre un mouvement caractéristique de rotation de la tête lorsqu'il se nourrit. Les poissons sont souvent capturés lorsqu'ils sont en mouvement ou en train de se nourrir près du fond marin, où le requin dormeur peut les attraper avec ses puissantes mâchoires.
L’alimentation du requin dormeur du Pacifique est diversifiée et dépend largement de son habitat et de sa position dans la chaîne alimentaire marine. En 1996, 13 requins dormeurs du Pacifique ont été capturés dans le Golfe d’Alaska, et le contenu de leur estomac a été analysé. Le plie à dents de flèches, Atheresthes stomias, était la proie la plus importante, représentant 67 % du poids total du contenu stomacal (64 % de fréquence d'occurrence). D’autres proies ont également été retrouvées, comme un goberge à yeux étincelants Theragra chalcogramma, un sébaste Sébastes sp., un saumon du Pacifique Oncorhynchus sp., une sole Hippoglossoides elassodon et trois poissons plats non identifiables. En ce qui concerne les invertébrés, l’espèce la plus importante retrouvée dans les estomacs est la pieuvre géante du Pacifique avec 5% du poids stomacal et 73% de fréquence d’occurrence. Les proies invertébrées moins importantes comprenaient des calmars, des escargots Fusitriton sp., des bernard-l'ermite et des amphipodes gammariens.
Alexei M. Orlov et Sergei I. Moiseev ont étudié l’alimentation de Somniosus pacificus dans la mer de Béring Occidentale. À cet endroit, la proie la plus fréquente et nombreuse est le calmar rouge Berryteuthis magister, retrouvé dans l'estomac des requins principalement sous forme de becs et de restes digérés. Ensuite, on retrouve les rejets de pêche et le grenadier géant Albatrossia pectoralis. Le lieu noir Theragra chalcogramma, le grenadier à yeux de pape Coryphaenoides cinereus, le saumon keta Oncorhynchus keta, la limande de Kamtchatka Atherestes evermanni, et des poissons non identifiés sont également des proies importantes du requin dormeur du Pacifique dans cette zone.
L’alimentation du requin dormeur du Pacifique dépend aussi de la taille de chaque individu. En général, les individus de plus grande taille se nourrissent d’une quantité plus faible de céphalopodes que les individus plus petits, et d’une plus grande quantité de poissons. Le calmar rouge est la proie la plus importante du requin dormeur du Pacifique mesurant moins de 140 cm. Les spécimens mesurant de 120 à 159 cm se nourrissent principalement de grenadiers. La consommation de saumons est significative dans le groupe de taille de 160 à 199 cm. Les rejets de pêche sont consommés dans tous les groupes de taille en nombre presque égal.
Il existe également des différences liées au sexe dans l’alimentation de ce requin. Ainsi, les femelles se nourrissent de plus de calmar rouge (11,8 % de l’alimentation contre 8,2), de grenadier géant (28,5 % contre 8,4 %) et de grenadier à yeux de pape (10,0 % contre 6,3 %). En revanche, la limande de Kamtchatka (16,9 % pour les mâles et 13,2 % pour 13,2 %), le saumon keta (15,1 % et 12,1 % respectivement), le calmar géant Moroteuthis robusta (5,1 % et 0,0 %) et les rejets de pêche (19,7 % et 11,4 %) sont préférés par les mâles. Les individus des deux sexes consomment des poulpes et du lieu noir dans des proportions presque égales.
Enfin, il existe aussi des variations de l’alimentation du requin dormeur du pacifique liées à la profondeur à laquelle on le trouve. Ainsi, la consommation de calmar rouge augmente progressivement au fur et à mesure que l’on descend dans les profondeurs de l’océan (de 0,7 % à des profondeurs inférieures à 300 m à 13,1 % à des profondeurs supérieures à 600 m). La proie la plus importante à une profondeur inférieure à 300 m était le lieu noir, dont la part représentait 42,8 % du poids total du contenu stomacal. Avec l'augmentation de la profondeur, l'importance du lieu noir dans l'alimentation du requin diminuait.

## Reproduction
Peu de choses sont connues sur la reproduction des requins dormeurs du Pacifique en raison de la rareté des observations de grands requins et de la difficulté à évaluer le statut reproducteur des grands animaux. La plupart de ce que l'on comprend actuellement est basé sur le requin du Groenland, pour lequel le nombre d'observations est quelque peu plus grand, permettant des évaluations dirigées de la maturité.
Les requins dormeurs du Pacifique adultes sont rarement rencontrés dans les zones de pêche ou lors de relevés scientifiques, et jusqu'à présent, aucune femelle gestante n'a jamais été retenue. Le seul cas signalé d'une femelle gestante ayant été capturée s'est produit sur un chalutier opérant dans les eaux au large de la Colombie-Britannique au milieu des années 1990. Un observateur en mer a rapporté qu'entre 8 et 12 petits vivants étaient activement mis au monde par la femelle avant d'être relâchée dans l'eau. Malheureusement, aucun donnée scientifique ou photographie de cet événement n'a été enregistré, et on ne sait pas si le nombre de petits observés représentait la portée complète.
Les requins dormeurs utilisent la viviparité lecithotrophe (parfois appelée "ovoviviparité" ou "viviparité aplacentaire"), où les embryons sont nourris principalement par le jaune et les femelles donnent naissance à des jeunes vivants. La fécondité et la période de gestation du requin dormeur du Pacifique sont incertaines, avec la plupart des inférences tirées d'espèces apparentées. La taille à la naissance des requins dormeurs du Pacifique est estimée à environ 40 cm, bien que des rapports de plus grands individus nageant librement portant des cicatrices ombilicales aient été signalés.

## Taille
La taille moyenne à maturité est de 3,65 mètres et 318 à 363 kilogrammes. Le plus grand requin dormeur du Pacifique vérifié en taille mesurait 4,4 mètres de long et pesait 888 kilogrammes, bien qu'il puisse potentiellement atteindre 7 mètres ou plus,. En 1989, un énorme requin dormeur du Pacifique a été attiré par un appât en eaux profondes à l'extérieur de la baie de Tokyo, au Japon, et filmé. Le requin a été estimé par Eugenie Clark à environ 7 mètres de long. Un seul récit non confirmé existe concernant un énorme requin dormeur du Pacifique qui aurait potentiellement mesuré plus de 9,2 mètres de long. Si cela est vrai, cela ferait de l'espèce le plus grand requin macro-prédateur vivant, et le troisième plus grand requin en général après le requin-baleine et le requin pèlerin.
La taille du requin dormeur du Pacifique est légèrement plus grande pour les spécimens de la mer de Béring Occidentale que pour les spécimens trouvés au large des îles Kouriles et du Kamtchatka. En effet, la moyenne des spécimens capturés dans les années 1990 dans la mer de Béring occidentale variait de 79 à 280 cm (avec une moyenne de 143,77 cm), tandis qu’au large des îles cette valeur variait de 66 à 300 cm (avec une moyenne de 132,7 cm).
Le poids total du requin dormeur du Pacifique variait de 4,7 à 122 kg (moyenne de 28,5 kg) dans la mer de Béring occidentale, et de 1,8 à 100 kg (moyenne de 28,1 kg) au large des îles Kouriles du nord et du sud-est du Kamtchatka.

## Adaptations
En raison de leur habitat dans les profondeurs froides, l'huile de foie du requin dormeur ne contient pas de squalène, qui se solidifierait en une masse dense et non flottante. Au lieu de cela, les composés de faible densité présents dans le foie des requins sont des éthers de diacylglycérol et des triglycérides, qui conservent leur fluidité même aux températures les plus basses. De plus, il stocke très peu d'urée dans sa peau (comme de nombreux requins des profondeurs), mais comme d'autres élasmobranches, il a des concentrations élevées d'urée et d'oxyde de triméthylamine (produits de déchets azotés) dans ses tissus comme osmorégulateurs et pour augmenter leur flottabilité. L'oxyde de triméthylamine sert également à contrer les tendances à la déstabilisation des protéines de l'urée et de la pression. Sa présence dans les tissus des élasmobranches et des poissons téléostéens augmente avec la profondeur,.
Parce que la nourriture est relativement rare sur le fond marin profond, le requin dormeur est capable de stocker de la nourriture dans son large estomac. Les mâchoires du requin dormeur sont capables de produire une puissante morsure en raison de leur forme courte et transversale. Les dents de la mâchoire supérieure du requin dormeur sont en forme de pointe, tandis que les dents de la mâchoire inférieure sont des cuspides obliques avec des bases superposées. Cette disposition permet de saisir et de scier les aliments trop gros pour être avalés. Les requins dormeurs du Pacifique ont une nageoire caudale courte, ce qui leur permet de stocker de l'énergie pour des explosions rapides et violentes afin de capturer leur proie.
En 2015, un requin dormeur du Pacifique a été filmé près des îles Salomon sous un volcan actif,.

## Prédateurs
Les requins dormeurs sont chassés par l'écotype offshore (en pleine mer) de l'orque au large de la Colombie-Britannique. De plus, comme le requin du Groenland, le copépode parasite Ommatokoita elongata peut souvent être observé en train de consommer le tissu cornéen du requin.

## Gestion et conservation
La gestion de la capture des requins dormeurs du Pacifique est limitée à quelques régions dans leur distribution. Dans les eaux fédérales de l'Alaska, le statut de surpêche des requins dormeurs du Pacifique est évalué et la capture est gérée dans le cadre de complexes de stocks de requins multi-espèces dans chacune des deux principales zones de gestion : la mer de Béring, les îles Aléoutiennes et le golfe d'Alaska. Les règles de contrôle des récoltes pour les poissons de fond de l'Alaska sont établies selon un système descendant en six niveaux correspondant à la quantité de données disponibles pour un stock donné. Peu d'informations existent pour étayer les évaluations de stocks monospécifiques pour le requin dormeur du Pacifique ou la plupart des autres espèces composantes des complexes de stocks de requins, les plaçant dans les niveaux les plus bas, où le statut du stock ne peut être déterminé.
La stratégie de gestion actuelle consiste à fixer les limites maximales de récolte pour les complexes de requins dans chaque zone de gestion en fonction de l'ensemble des limites de récolte des espèces individuelles ou d'une seule limite de récolte estimée pour l'ensemble du complexe ; ainsi, il n'y a pas de gestion spécifique des espèces pour l'un des requins dans les eaux de l'Alaska. Cette approche suppose que le maintien des niveaux historiques de capture est durable, n'entraînera pas de surpêche et que toutes les espèces du complexe sont aussi vulnérables les unes que les autres. En général, les prises de requins dans les eaux de l'Alaska sont restées bien en dessous du nombre maximum autorisé. Cependant, cette méthode de fixation des limites de récolte ignore toute information biologique et est associée à un risque élevé de surpêche. En outre, il est important de noter que les requins dormeurs du Pacifique semblent avoir diminué en abondance pendant la période où les méthodes d'évaluation de niveau 6 ont été utilisées.
Des méthodes d'évaluation applicables aux stocks à données limitées sont actuellement explorées pour une meilleure gestion des requins dormeurs du Pacifique en Alaska, notamment l'intégration d'informations supplémentaires dans les spécifications de récolte ou les modèles de population basés sur les données démographiques. Comme les requins dormeurs du Pacifique ont été identifiés comme étant parmi les plus vulnérables à la surpêche de tous les stocks gérés dans les eaux de l'Alaska en raison de leur probable faible productivité, de telles recherches sur les méthodes de gestion alternatives sont importantes.